# Az-Zanati Imhammad az-Zanati
Az-Zanati Imhammad az-Zanati, arab. ‏الزناتي إمحمد الزناتي‎ (ur. 1 stycznia 1937 w Syrcie, zm. 26 maja 2025 w Kairze) – polityk libijski. Od 18 listopada 1992 do 3 marca 2008 pełnił funkcję Sekretarza Generalnego Powszechnego Kongresu Ludowego; stanowisko to było równoznaczne z rolą głowy państwa, jednak Az-Zanati nie pełnił roli wiodącej, przynależnej w Libii Mu’ammarowi al-Kaddafiemu.